# Jelling
Jelling er en stationsby i Sydjylland med 4.038 indbyggere  (2025), beliggende i Jelling Sogn ca. 10 kilometer nordvest for Vejle. Byen ligger 105 meter over havets overflade.
Jelling ligger i Vejle Kommune og hører til Region Syddanmark. Byen er først og fremmest berømt for de olddanske monumenter Jellingstenene.
Jelling Kirke er en frådstenskirke fra ca. år 1100. Der har tidligere ligget tre trækirker på stedet. Harald Blåtand rejste den første kirke på stedet sandsynligvis som gravminde over sin far Gorm den Gamle[kilde mangler].
Den lille Jellingsten blev rejst omkring år 950 af Gorm den Gamle over hustruen Thyra Danebod. Den store Jellingsten er rejst af Gorms søn Harald Blåtand omkring år 965 som et minde over hans afdøde forældre Gorm og Thyra og med en erklæring om, at "Harald samlede Danmark og Norge og gjorde danerne kristne". Sidstnævnte sten har man også kaldt for Danmarks dåbsattest.
Til Jelling-monumenterne hører også de to kæmpegravhøje, hvor det menes, at Gorm og Thyra har ligget begravet. Disse er blandt de største i Danmark.

## Historie
I 1879 beskrives byen således: "Jelling med Kirke, Skole, Seminarium, Præstegaard".
Omkring århundredeskiftet blev Jelling omtalt således: "Jelling (1186: Jaling, Jelling, i Vald. Jrdb.: Jaling og Jalinge, 1263: Jalang, 1340: Jællingh, osv.), ved Landevejen, købstadagtig Landsby — 1/2 1901 : 118 Huse og 827 Indb. — med Kirke, Præstegd., Skole, Statsseminarium, Fattiggaard (opr. 1878, Plads for 30 Lemmer), Lægebolig, Sparekasse (opr. 1870; 31/3 1900 var Spar. Tilgodeh. 72,051 Kr., Rentef. 3 3/5 pCt., Reservef. 5386 Kr., Antal af Konti 543), Haandværkerforening (stift. 1889, med en ny, 1901 opf. Bygning), Andelsmejeri, Købmænd, Haandværkere osv., Vejr- og Savmølle, Kro, Markedsplads (Marked i Maj og Sept.), Jærnbane- og Telegrafst. samt Postkontor".

### Nyere tid - helhedsplanen i Midtbyen
Den 1.7.2003 blev Jelling Kommune den første kommune i Danmark der kunne tilbyde beboere på landet en trådløs Internetforbindelse, op til 4 Mbit bredbånd, i en afstand på op til 10 km fra Jelling.
Indtil strukturreformen d. 1. januar 2007 var Jelling hovedby i Jelling Kommune.
I 2012 byggede Vejle Kommune en omfartsvej rundt om byen, som et led i en helhedsplan i bymidten. Planen går ud på at omlægge trafikken i Jelling, og nedlægge Gormsgade, der tidligere var en del af Primærrute 18 mellem Vejle og Herning der gik gennem byen. Gormsgade gik lige rundt om hjørnet til Sydhøjen, og der havde i mange år været snak om at finde en anden løsning.
Helhedsplanen kostede ca. 250 mio. kr. som bl.a. blev finansieret af Staten, Vejle Kommune, Haderslev Stift og andre private fonde, deriblandt "A. P. Møller og Hustru Chastine Mc-Kinney Møllers Fond til almene Formaal" – som har doneret 70 mio. kr. til projektet.

## Natur og geografi
Jelling er placeret nordvest for Vejle og nord for den øvre del af Grejsdalen. Syd for Jelling ligger Fårup Sø, der bl.a. er en del af Natura 2000-område nr. 81 Øvre Grejs Ådal. Lige nord for søen ligger Jelling Skov, der rejser sig som en skræntskov. Skoven ligger på nordsiden af Grejsdalen, der strækker sig hele vejen fra vest for søen til Vejle. Ovenfor bakkedraget er der forholdsvist fladt, og her begynder også selve byen Jelling. Mod vest er landskabet præget af åbne, flade arealer med marker og en mindre plantage. Det samme gør sig gældende mod øst, hvor man også kan støde på noget af Grejsdalen igen. Jelling er højt beliggende. Centrum af byen ligger ca. 105 m.o.h., og byen rejser sig i forhold til resten af det omkringliggende landskab. Det giver anledning til, at man kan se forholdsvist langt, og står man på en af Jellinghøjene kan man se helt til Gadbjerg.

### Bydele
Rundt om Jelling er der en masse mindre bebyggelser - nogle inden for bygrænsen, andre uden for:
- Skovdal ligger sydøst for Jelling ved Fårup Sø, delvist op ad bakkeskrænten. Her ligger bl.a. Skovdal Kro, Fårup Sø Camping, Fårup Sø Kiosk og Ishus og Autohjørnet.
- Fårup ligger vest for Skovdal og nord for Fårup Sø. I Fårup ligger bl.a. herregården, Fårupgård, der i dag fungerer som værested for unge med særlige behov. Mod nord ligger de nyere bebyggelser Eskelunden, Frihedslunden og Fårupled samt børnehaven, Jelling Børnegård.
- Baggesholm ligger nordvest for Fårup og her går bl.a. Hærvejen forbi.
- Mølvang ligger nordvest for Jelling og er en by med færre end 200 indbyggere. Her ligger bl.a. Hornsyld Købmandsgaard.
- Hørup ligger nordøst for Jelling og nord for Grejsdalen.

## Infrastruktur
Fra Jelling er der 56 km til Herning og Silkeborg, 80 km til Aarhus og 10 km til regionshovedstaden Vejle
Jelling ligger tæt på den Østjyske Motorvej – (E45), og den Midtjyske Motorvej – (Primærrute 18)
Jernbanen Vejle-Herning går igennem Jelling, og fra Jelling Station er der timekørsel mod Fredericia-Struer og hver anden time mod København. Jelling Station er Danmarks højest beliggende station.
Desuden kører Bus 211 til og fra Vejle og Bus 321 til og fra byerne Hvejsel, Bjerlev, Ildved og Kollerup.
Gennem Jelling går Sekundærrute 442, der går fra nord for Givskud til Vejle. Nord om byen går omfartsvejen Mangehøje.

## Erhverv
Byen har flere dagligvare- og detailbutikker, banker, to bryggerier, cafeer og restauranter. Der er også mindre virksomheder som værksteder og lignende.
Jelling var også som den eneste by i det tidligere Vejle Amt hovedsæde for et pengeinstitut – Jelling Sparekasse, der havde sit hovedsæde i byen indtil 2007, hvor den fusionerede med Den Jyske Sparekasse med hovedsæde i Grindsted.
Arbejdsløsheden er i Jelling blandt de 5 laveste byer på landsplan.

## Uddannelse
I Jelling er der to grundskoler: Bredagerskolen, der er Vejle Kommunes største folkeskole med ca. 800 elever fra 0.- 9. klassetrin fordelt på tre-fire spor og Jelling Friskole, der åbnede i 2013 startet af forældre. Ud over de to grundskoler er der Skovagerskolen, der er en folkeskole for børn med psykisk eller fysisk handicap. Der er ca. 100 elever på skolen.
Der er ingen ungdomsuddannelser i Jelling, og de unge fra Jelling tager derfor enten til Tørring Gymnasium, der ligger ca. 15 km. nord for Jelling, eller til Vejle, hvor der både ligger 10. klasse-skolen, UCV, Rødkilde Gymnasium, Rosborg Gymnasium og HF, Campus Vejle, Vejle Teknisk Gymnasium og Syddansk Erhvervsskole.
Jelling er også hjemsted for Jelling Statsseminarium, der er uddannelsessted for lærere og pædagoger. Stedet skiftede i 2002 navn til CVU Jelling, og senere, i 2008, fusionerede det med en række andre uddannelsesinstitutioner og blev til University College Lillebælt.

## Kultur
Jelling er mest berømt for at være hjemsted for Jellingstenene, der kaldes Danmarks dåbsattest, Jelling Kirke og de to store gravhøje hvor Thyra Dannebod og Gorm den Gamle ligger. De tre ting kaldes samlet for Jellingmonumenterne, der er på UNESCOs verdensarvsliste. Jellingprojektet er et arkæologiske projekt, der omhandler udgravninger og forskning i disse. Jellingbægeret er et af de mest berømte fund, der er gjort i Jelling, og det befinder sig i dag på Nationalmuseet.
Kongernes Jelling er et museum, der fortæller om byens historie i vikingetiden samt jellingmonumenterne.
Jelling Musikfestival afholdes over fire dage i maj måned, og har kunstnere fra særligt Danmark. I 2016 deltog omkring 38.000 gæster, og det er dermed blandt de største musikfestivaler i Danmark.
Derudover er der Byens Hus, der er et kulturhus, der huser borgerservice, Jelling Bibliotek, Byens Bio, der blev grundlagt som forening i 2005, Byens Café, Jelling Bryggeri, der har eksisteret siden 2007, og bryggerlaug, Yacht-Basen ApS, Byens Kunst og lokalhistorisk arkiv. Byens Hus blev bygget i 2010 på den grund, hvor det gamle kultursted, Møllen, lå.

### Sport
Byens sportsforening er Jelling fS, der hører hjemme i Gormshallen. De tilbyder 16 forskellige idrætter, herunder bl.a. fodbold, håndbold og badminton. Under Jelling fS hører også OK Gorm, der både tilbyder orienteringsløb og så noget så utraditionelt som skiløb. Der bliver for det meste kørt på rulleski, men der er også lavet skispor ved golfbanen ved Jelling Skov.
Efter flere sæsoners nedtur, så har Jelling fS fodbold et herrehold i Serie 3 i efteråret 2015. To oprykninger i træk har igen bragt holdet tilbage på sporet. Holdet trænes af Sean Nygaard Møller.